# مرسوم الذهبي (1356)
مرسوم الذهبي لعام 1356 (الألمانية:Goldene Bulle؛ اللاتينية:Bulla Aurea)؛ هو المرسوم الذي أصدره الدايت الإمبراطوري (المجلس) في نورنبيرغ وميتز برئاسة الإمبراطور كارل الرابع بحيث حدد الجوانب الهامة لهيكل الإمبراطورية الدستورية لفترة استمرت لأكثر من أربعمائة سنة، وسمي هذا المرسوم بالنسبة إلى للختم الذهبي الذي حمله.
في يونيو من عام 2013 تم تضمين هذا المرسوم في سجل ذاكرة العالم التابع لـ اليونيسكو.

## الخلفية
وفقاً للنص مكتوب من مرسوم الذهبي من 1356:
على الرغم من أن انتخاب ملك الرومان كان يتم من قبل الأمراء الكنيسة والمدنيين الرئيسيين في الإمبراطورية الرومانية المقدسة كان راسخاً من قبل، إلا أن الخلافات حول العملية والمشاركة البابوية أدت مراراً وتكراراً إلى خلاف؛ وكان أخرها عام 1314 بين لودفيغ البافاري وفريدرخ النمساوي؛ بحيث انتخبت مجموعة من المعارضين لودفيغ الذي هزم في نهاية المطاف ادعاءات منافسه في ساحة المعركة، كانت المحاولة الأولى لتوضيح هذه العملية هي إعلان رينز منذ 1338 التي خلت عن آية مشاركة بابوية وتقييد حق اختيار الملك الجديد بين أمراء-الناخبون، وكان مرسوم الذهبي الذي أصدره خليفة لودفيغ ومنافسه كارل الرابع؛ كان أكثر دقة بعدة طرق.

## الأمراء-الناخبون
أولا:- حدد المرسوم صراحة بسبعة الأمراء-الناخبون (Kurfürsten) الذين يستطيعون انتخاب الملك، وأيضا حدد وظيفة كل منهم خلال مراسيم في البلاط:
| الصفة            | الأمير-الناخب         | وظيفته في البلاط  |
| ---------------- | --------------------- | ----------------- |
| أمراء الكنسية    | رئيس أسافقة ماينتس    | مستشار ألمانيا    |
| أمراء الكنسية    | رئيس أساقفة كولونيا   | مستشار إيطاليا    |
| أمراء الكنسية    | رئيس أساقفة ترير      | مستشار برغونة     |
| أمراء العلمانيين | ملك بوهيميا           | حامل الكأس        |
| أمراء العلمانيين | كونت بالاتينات-الراين | المشرف            |
| أمراء العلمانيين | دوق ساكسونيا-فيتنبيرغ | الحارس            |
| أمراء العلمانيين | مارغريف براندنبورغ    | كبير أمناء البلاط |

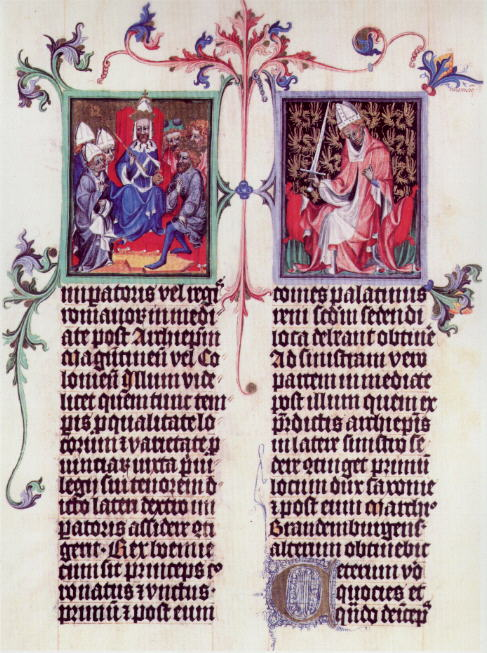
صفحة من مخطوطة المرسوم الذهبي يظهر فيها الملك فنتسل حوالي 1400، المكتبة الوطنية النمساوية.

ثانيا:- كان مبدأ التصويت بالأغلبية هو مبدأ الساري في انتخاب الملك صراحة لأول مرة في الإمبراطورية، وبحيث نص المرسوم على أن أربعة أصوات (من أصل سبعة) تكفي لانتخاب لملك جديد؛ ونتيجة لذلك لم يعد بإمكان ثلاثة ناخبون منع الانتخابات.
ثالثا:- تعتبر الإمارات الانتخابيات غير قابلة للتجزئة، وإن الخلافة فيها تتم لضمان عدم تقسيم الأصوات فيها.
رابعاً:- عزز المرسوم أيضا عدداً من الإمتيازات لأمراء، مما يؤكد دورهم الراقي في الإمبراطورية، بحيث اعتبرت هذه العلامة البارزة في إنشاء عدد كبيرة من الدويلات المستقلة في الإمبراطورية، وهذه العملية ستنتهي بعدة عدة قرون فقط، ولا سيما مع صلح وستفاليا في 1648.
هذا التدوين لأمراء الناخبون، على الرغم من أنه يستند إلى حد كبير على الأسبقية، ومع هذا لم يكن مثيراً للجدل كثيراً، وخاصة فيما يتعلق بـ أثنين من منافسين الرئيسيين لأسرة حاكمة لوكسمبورغ آنذاك:-
- حكمت أسرة فيتلسباخ دوقية بافاريا وكونتية بالاتينات؛ مما أدى إلى تسبب في الانقسامات الحيوية بين المنطقتين؛ والتي انتهت بـ معاهدة بافيا في 1329 والتي حددت تناوب بين بافاريا وبالاتينات في الانتخابات المقبلة، ومع ذلك حدد المرسوم التصويت الانتخابي لبالاتينات وليس بافاريا؛ ويرجع ذلك على أن سلفه ومنافسه الإمبراطور لودفيغ الرابع كان من ذاك الفرع، احتج أبنائه لودفيغ الخامس وستيفن الثاني على هذا الإغفال، بحيث شعروا بأن بافاريا هي واحدة من الدوقيات الأصلية لإمبراطورية وأنها أراضي لكبير الأسرة لأكثر من 170 سنة، وبذلك رأوا بأنها تستحق ذلك أكثر من بالاتينات التي يحكمها الفرع الأكبر، وأيضا بسبب أغفال بافاريا من قائمة الأمراء الناخبون سمح لها التي لم يتم توحيدها مؤخراً في أن تقع مرة أخرى في التجزئة السلالية، كانت براندنبورغ أيضا في أيدي البافاريين من سلالة فيتلسباخ (على الرغم من أنها كانت تحت سيطرة تحت أفراد من هذه الأسرة) في 1356، إلا أن في نهاية المطاف فقدوها لصالح آل لوكسمبورغ في 1373؛ وبذلك تُركت بافاريا دون تمثيل كلي في التصويت حتى 1623.

- وأيضا تم استغنى عن أسرة هابسبورغ في العملية الانتخابية بحيث كانوا منافسين لأسرة لوكسمبورغ لفترة طويلة، مما أدى إلى انخفاض نفوذ السياسي لأسرة، مما أدى إلى تجزئة سلالية عندهم، وانتقاماً على ذلك قام رودولف الرابع أحد دوقات النمسا المجزأة بتزوير وثيقة الإمتيازات (Privilegium Maius)؛ الوثيقة التي يعتقد أنها صادرة من الإمبراطور فريدرخ الأول بربروسا؛ بحيث رفعت الوثيقة المزورة النمسا إلى أرشدوقية وحصولها على امتيازات خاصة منها مبدأ البكورة، ومع ذلك تجاهلها الإمبراطور والأمراء الناخبون في ذاك الوقت، ولكن في نهاية المطاف وعندما أصبح فريدرخ النمساوي إمبراطوراً تم التصديق على المعاهدة في القرن الخامس عشر، ومع ذلك ظل هابسبورغ دون تمثيل انتخابي حتى حصولهم على بوهيميا في 1526.

## الإجراءات
نظم المرسوم العملية الانتخابية بأكملها وبتفاصيل كبيرة، بحيث سرد صراحة متى وأين، بحيث نظم المكان الذي ينعقد فيه الانتخابات في مدينة فرانكفورت، وأيضا حدد مكان تتويج بـ آخن، وتكون نورنبيرغ هو أول مكان ينعقد فيه مجلس الإمبراطورية أثناء عهده، وعلى أن تنتهي العملية الانتخابية في غصون ثلاثين يوماً؛ وأيضا نص المرسوم على حصول الناخبون على الماء والخبز فقط على أن يقرروا؛ وفي حال فشلوا في ذلك بعد ثلاثين يوماً على أن الناخب يعيش على الخبز والماء طيلة حياته، وأيضا لا يستطيع مغادرة مدينة فرانكفورت.
وإلى جانب تنظيم العلمية الانتخابية، احتوى المرسوم على فصول ثانوية؛ بحيث نظم مسيرة إمبراطور عندما يكون حاضراً سواء أكان أو دون مع شارته؛ وأيضا اتخذ كارل الرابع قرار كبير نسيباً بحرمان المدن من المشاركة، والتي كانت ظهورها مع البطولات الطائفية التي أدت إلى انتشارها، ولكن تم حل معظمها بعضها بالقوة، لاحقاً تم اعادت تشكيل بعضها ولكنها كانت ذو تأثير سياسي قليل، وبهكذا عزز المرسوم الذهبي قوة النبلاء على حساب المدن.
إن مشاركة البابا مع مرسوم الذهبي في 1356 كانت أساساً غير موجودة، والتي كانت هامة في تاريخ علاقات بين الأباطرة والبابوية، عندما وضع كارل الرابع إجراءات لانتخاب ملك الرومان، ذكر شيئاً عن تلقي تأكيد البابوية لانتخابات، ومع ذلك البابا إينوسنت السادس لم يحتج على ذلك، لأنه أراد دعم كارل الرابع ضد أسرة فيسكونتي، إلا أن البابا واصل في إقامة علاقات جيدة مع الإمبراطور كارل الرابع حتى بعد هذا المرسوم من 1356 واستمر حتى وفاته في 1362.